# Sweet Lolita

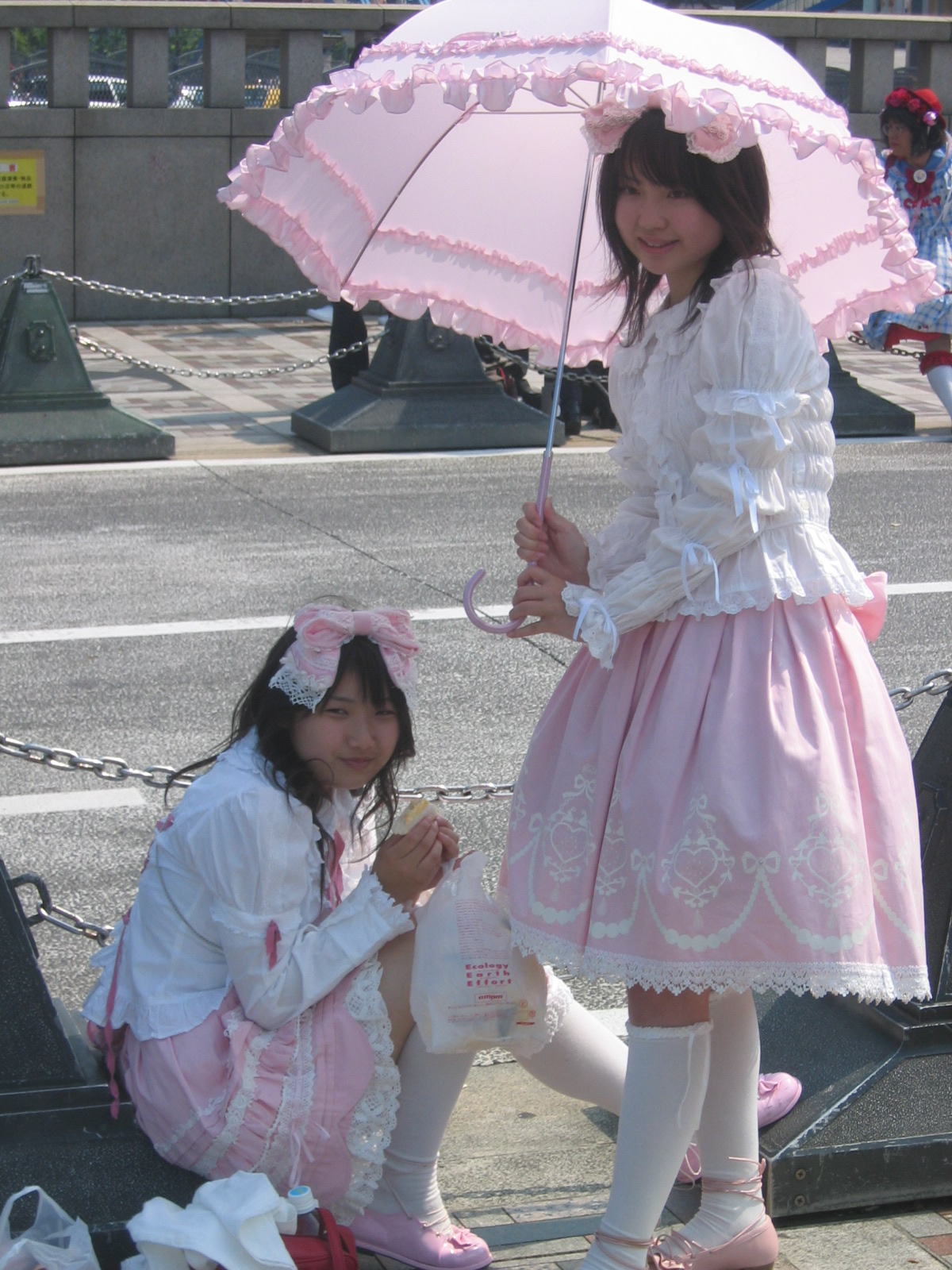
Japanse meisjes in Sweet Lolitakleding

Sweet Lolita is een stijl binnen de lolitasubcultuur. Deze stijl is ook bekend als Ama of Kote Lolita. 'Amai' is het Japanse woord voor 'zoet'. De stijl is schattig, kinderlijk en onschuldig.

## Overzicht van het uiterlijk

### Kleding
- Kleding heeft, over het algemeen, pastelkleuren zoals roze, lichtblauw, lavendel of muntgroen.
- Prints, onder andere: sprookjes, bloemen, schattige dieren, snoep en koekjes.
- Kleding is versierd met frulletjes, strikjes, parels, kantwerk en andere delicate afwerkingen.
- De petticoat heeft een klokvorm of een A-lijn vorm.
- De lengte van de rok of jurkje is tot op de knie voor de zedigheid.
- Sokken hebben ook schattige prints.
- De lengte van de sokken zijn vooral OTK (over the knee).

### Accessoires
- Hoofdtooien zijn grote strikken en bonnets.
- De sieraden zijn vaak uit plastic en hebben de vormen van dieren, snoep, koekjes en hartjes.
- Handtassen hebben schattige vormen zoals dieren, sterren en regenbogen.

### Schoenen
- Schoenen zijn vaak plat of hebben een kleine, dikke hak

### Kapsel
Voorkomende kapsels:
- Grote kapsels met krullen
- Steile kapsels met een pony
- Grote, krullende staarten
- Kleurrijke pruiken

### Make-up
- Mascara met soms valse wimpers
- Eyeliner (vooral bij Kote Lolita)
- Pastelkleurige oogschaduw
- Roze blush
- Transparante of lichtroze lipgloss
- Cirkellenzen